# Asteroide tipo L
Asteroide tipo L são um tipo de asteroides relativamente incomuns. Eles caracterizam-se por ter um espectro vermelho inferior a 0,75 µm, e além de um espectro de traços característicos. Em comparação com os asteroides tipo K, o seu espectro é mais vermelho nos comprimentos de onda visíveis e normal no infravermelho.
Um exemplo é o asteroide próximo da Terra 367943 Duende.

## Classificação
A classificação espectral de asteroides os descreve como asteroides tipo S normal. Formalmente, o tipo L foi introduzido pela classificação SMASS, embora estudos anteriores haviam observado os espectros incomum de dois dos seus membros, 387 Aquitania e 980 Anacostia.